# Popeni (okręg Bacău)
Popeni – wieś w Rumunii, w okręgu Bacău, w gminie Căiuți. W 2011 roku liczyła 806 mieszkańców.